# Zouzous
Pour les articles homonymes, voir Zouzou.
 (décembre 2021).
Si vous disposez d'ouvrages ou d'articles de référence ou si vous connaissez des sites web de qualité traitant du thème abordé ici, merci de compléter l'article en donnant les références utiles à sa vérifiabilité et en les liant à la section « Notes et références ».
Zouzous, initialement Les Zouzous puis Ludo Zouzous, est un label destiné à la jeunesse, créé pour le groupe public France Télévisions et accompagnant les séries d'animation préscolaires sur les chaînes France 5 initialement La Cinquième à partir du 11 septembre 1999 et France 4, à partir du 31 mars 2014. Cette dénomination disparaît et est remplacée en 2019 par le label Okoo, marque unitaire du groupe public destinée à l'intégralité de ses programmes jeunesse. De 2009 à janvier 2011, Ludo Zouzous est diffusée le matin car la dénomination Ludo concerne la programmation du midi. Depuis lors, Zouzous exploite les deux créneaux horaires. En juin 2011, Ludo Zouzous devient Zouzous.

## Histoire

### Les Zouzous

#### Émissions régulières
Les Zouzous sont à l'origine déclinés principalement en trois émissions, complétées par des émissions occasionnelles.

##### Debout les Zouzous
Créée et mise à l'antenne le 11 septembre 1999, Debout les Zouzous est hebdomadaire avant de devenir quotidienne de 6 h 50 à 9 h à partir de septembre 2000. Jusqu'au 21 octobre 2005, l'émission diffuse entre chaque dessin animé des clips ou saynètes d'une durée d'une minute sous forme de poème ou de karaoké, souvent en compagnie des héros de la série d'animation Rolie Polie Olie. Cette émission est destinée aux plus petits puisqu'elle diffuse des dessins animés comme Didou, dessine-moi, Flash Fluor et compagnie ou SamSam, contrairement à Midi les Zouzous et Bonsoir les Zouzous proposant des séries d'animation pour les plus grands.

##### Midi les Zouzous
Ce programme est créé et mis à l'antenne le 5 novembre 2001, dans le but de remplacer l'émission Cellulo, du lundi au vendredi de 12 h à 13 h 35 et le samedi jusqu'en juin 2007. À partir de 2002, l'émission s'adresse à un public plus large vers 13 h, avec notamment la diffusion de dessins animés japonais comme Olive et Tom, Princesse Sarah, Les Mystérieuses Cités d'or, Gigi, Ulysse 31 et bien d'autres encore. La case de 13 h lui vaut un réel succès avec les diffusions de ces animés japonais des années 1970, 1980 et 1990 puis quelques dessins animés inédits.

##### Bonsoir les Zouzous
Créée et mise à l'antenne le 9 septembre 2002, cette émission est diffusée du lundi au dimanche, sur une plage horaire allant de 19 h 50 à 20 h 40 environ. Par la suite, à partir de 2007, elle est retransmise uniquement pendant les périodes des grandes vacances scolaires et le week-end de 19 h à 20 h 40. Cette émission est diffusée uniquement sur le câble et le satellite jusqu'en 2005, puis sur le câble, le satellite, l'ADSL et la TNT à partir de 2005, puisque France 5 partage à l'époque son canal avec Arte à partir de 19 h sur le réseau hertzien. L'émission cesse sa diffusion le 30 août 2009.

#### Émissions occasionnelles
France 5 propose parfois des émissions Zouzous occasionnelles, lors de certains évènements.

##### L'Été des Zouzous
Émission éphémère en lieu et place de l'émission C dans l'air, diffusée du 28 juin 2004 au 27 août 2004 à l'occasion des grandes vacances, du lundi au vendredi de 17 h 50 à 18 h 55.

##### Joyeux Noël les Zouzous
Émission éphémère, diffusée du 22 décembre 2007 au 6 janvier 2008 puis du 20 décembre 2008 au 4 janvier 2009 à la place de Debout les Zouzous, Midi les Zouzous et Bonsoir les Zouzous avec notamment un prime time le 24 décembre de 19 h à 22 h 30 composé d'épisodes de dessins animés Zouzous et de longs métrages spéciaux de Noël.

### Ludo Zouzous
Lancé à Noël 2009, à l'occasion des fêtes de fin d'année sur France 5 et sur monludo.fr, Ludo Zouzous représente le label préscolaire de l'offre jeunesse de France Télévisions offrant des programmes destinés aux tout-petits de 3 à 6 ans comme Chloé Magique, Élasto Culbuto et à leurs parents, diffusé sans interruption publicitaire du lundi au samedi à 6 h 50 puis du lundi au vendredi à 12 h (à partir du 2 janvier 2011) sur France 5. Pendant les vacances d'été 2010 et peu après, Ludo Zouzous est diffusé aussi le soir à partir de 19 h, principalement pour remplacer l'émission Bonsoir les Zouzous ayant été supprimé de l'antenne, le 30 août 2009. La tranche du soir est destinée aussi aux 3 à 6 ans mais elle est diffusée uniquement sur le câble, le satellite, l'ADSL et la TNT.

### Zouzous
Lancé le 25 juin 2011 à cause de l'éclatement de l'offre jeunesse de France Télévisions (suppression de la marque Ludo) et aussi à l'occasion des vacances d'été sur France 5 et sur le site zouzous.fr (précédemment monludo.fr de 2011 à 2013), Zouzous est le label préscolaire de l'offre jeunesse de France Télévisions, des programmes destinés aux tout-petits et à leurs parents diffusés sans interruption publicitaire tous les matins sur France 5 et les midis sur France 4. Dans Zouzous sur France 5 comme sur France 4, aucune publicité entre les dessins animés à cette période.

#### Tranche du matin
La tranche du matin propose des séries comme Kiwi, Oui-Oui, Sam le pompier ou Didou, dessine-moi.

#### Tranche du midi (un «Youpi! L'école est finiebis»)
La tranche du midi programme des séries comme Cédric, Kangoo Juniors, Alf. Très vite, la programmation met l'accent sur un florilège de dessins animés japonais (issus du catalogue d'AB Productions) et diffusés dans les années 1980 dans Croque vacances, Récré A2, Club Dorothée, Amuse 3, ou Youpi ! L'école est finie : Princesse Sarah, Olive et Tom, Gigi, Heidi, Le Petit Lord, Dans les Alpes avec Annette, Les Quatre Filles du docteur March, etc. Le but consiste à atteindre un public plus âgé, de 6 à 12 ans ; mais aussi les mères ou pères au foyer peuvent redécouvrir avec leur progéniture les dessins animés ayant bercé leur enfance. Beaucoup de ces programmes sont diffusés sur l'ancienne chaîne La Cinq.
À partir du 30 septembre 2013, la tranche du midi est supprimée pour laisser place à un magazine de consommation, La Quotidienne. En compensation, une tranche jeunesse de 90 minutes est lancée sur France 4 du lundi au vendredi à midi avec des séries comme La Cour de récré ou Les Quatre Fantastiques.

#### Rediffusion
Le 31 mars 2014, France Télévisions remodèle son offre jeunesse en faisant de France 4 une chaîne consacrée à la jeunesse jusqu'à 18 h 30 et aux jeunes adultes (les « Nouvelles Écritures ») le soir. Zouzous devient le « fer de lance » de cette nouvelle stratégie, étant rediffusé du 31 mars 2014 au 04 janvier 2015 toute la semaine dans l'après-midi et le week-end vers midi, tout comme Ludo, habituellement diffusé sur France 3.
La tranche de l'après-midi est composée de séries Zouzous rediffusées à l'heure du goûter et principalement destinées aux enfants de 3 à 6 ans avec Mouk, Yakari ou Les Légendes de Tatonka, Sam le pompier. Dès le 4 janvier 2015, la case Zouzous sur France 4 n'est plus diffusée dans l'après-midi mais dans l'heure de midi, comme c'est le cas sur France 5. Contrairement à cette dernière, cette tranche ne contient aucun classique (dessins animés des années 1980) et est composé principalement de dessins animés anciennement diffusés sur France 5 (Mini-Loup, Sam le pompier, Bob le bricoleur).

#### Séquences occasionnelles
Pour des événements précis, Zouzous sur France 5 peut parfois mettre en place des séquences spéciales (arrivée d'une nouvelle saison, fêtes de fin d'année etc.).

##### Le Grand Jardin des Zouzous
Durant le printemps 2012, à l'occasion de la fête de la nature et de l'arrivée du printemps dans Zouzous, France 5 lance Le Grand Jardin des Zouzous. Cette séquence spéciale comprend trois dessins animés phares de Zouzous en rapport avec la nature : Lulu Vroumette, les Drôles de petites bêtes et Minuscule : La Vie privée des insectes. Il est diffusé jusqu'en juin 2012.

##### Le Calendrier de l'Avent
Le 1er décembre 2012, Zouzous lance Le Calendrier de l'Avent à l'occasion des fêtes de fin d'année. Cette séquence est diffusée tous les jours sauf le dimanche au mois de décembre à 7 h 30 sur France 5 et comprend une surprise de Noël (principalement des épisodes spéciaux) mais aussi de téléfilms, de courts métrages, etc. Le jour de Noël, Le Calendrier de l'Avent diffuse souvent un téléfilm spécial « fêtes de fin d'année » comme, Winnie l'ourson : Bonne Année, etc.

## Horaires de diffusion
Sur France 5
- En période scolaire :
  - du lundi au dimanche à partir de 6 h (du lundi au vendredi jusqu'à 8 h 40, le samedi jusqu'à 10 h 15 et le dimanche jusqu'à 9 h 25) ;
- Durant les vacances d'été :
  - du lundi au dimanche à partir de 6 h 45 (du lundi au vendredi jusqu'à 9 h 40 le samedi jusqu'à 10 h 15 et le dimanche jusqu'à 10 h 25) ;
- Durant les vacances de Noël :
  - du lundi au dimanche à partir de 6 h 30 (du lundi au vendredi jusqu'à 9 h le samedi jusqu'à 10 h 15 et le dimanche jusqu'à 7 h 45).

Anciennement, Zouzous est également retransmis du lundi au vendredi de 12 h à 13 h 35 toute l'année. Jusqu'en septembre 2019, l'émission commence à 6 h 30 et s'achève à 8 h 40 en semaine et à 8 h le week-end
Sur France 4
- En période scolaire :
  - du lundi au vendredi de 12 h 10 à 13 h 30 (dimanche de 7 h 55 à 10 h 50).
- En période de vacances :
  - du lundi au vendredi de 8 h 40 à 10 h 50 (dimanche de 7 h 55 à 10 h 50), dans la continuité de France 5.

### Déprogrammation
Zouzous sur France 4 est parfois écourté ou carrément supprimé de l'antenne pendant quelques jours (mais cela est rare) le plus souvent à cause du sports (tennis, rugby...) que la chaîne diffuse (contrairement à France 5 qui n'en diffuse pas). Principalement, France 4 diffuse du sport en pleine journée lors des grands évènements en rapport avec le sport (Roland-Garros...). Cela concerne aussi Ludo sur France 3 et France 4.[réf. nécessaire]

## Identité visuelle et sonore

### Logos
Les Zouzous ont possédé plusieurs logos, basés sur la même graphie mais avec des variantes.

#### Première génération

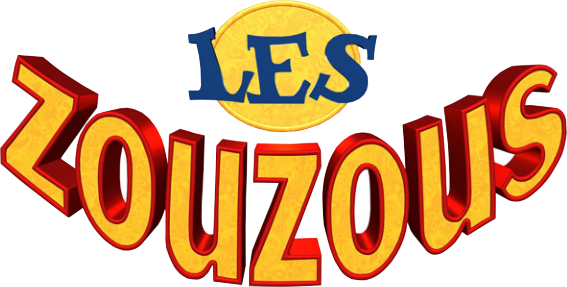
Logo des Zouzous du 11 septembre 1999 au 18 décembre 2009. Il est utilisé aussi pour le magazine mais souvent représenté avec de différentes couleurs.
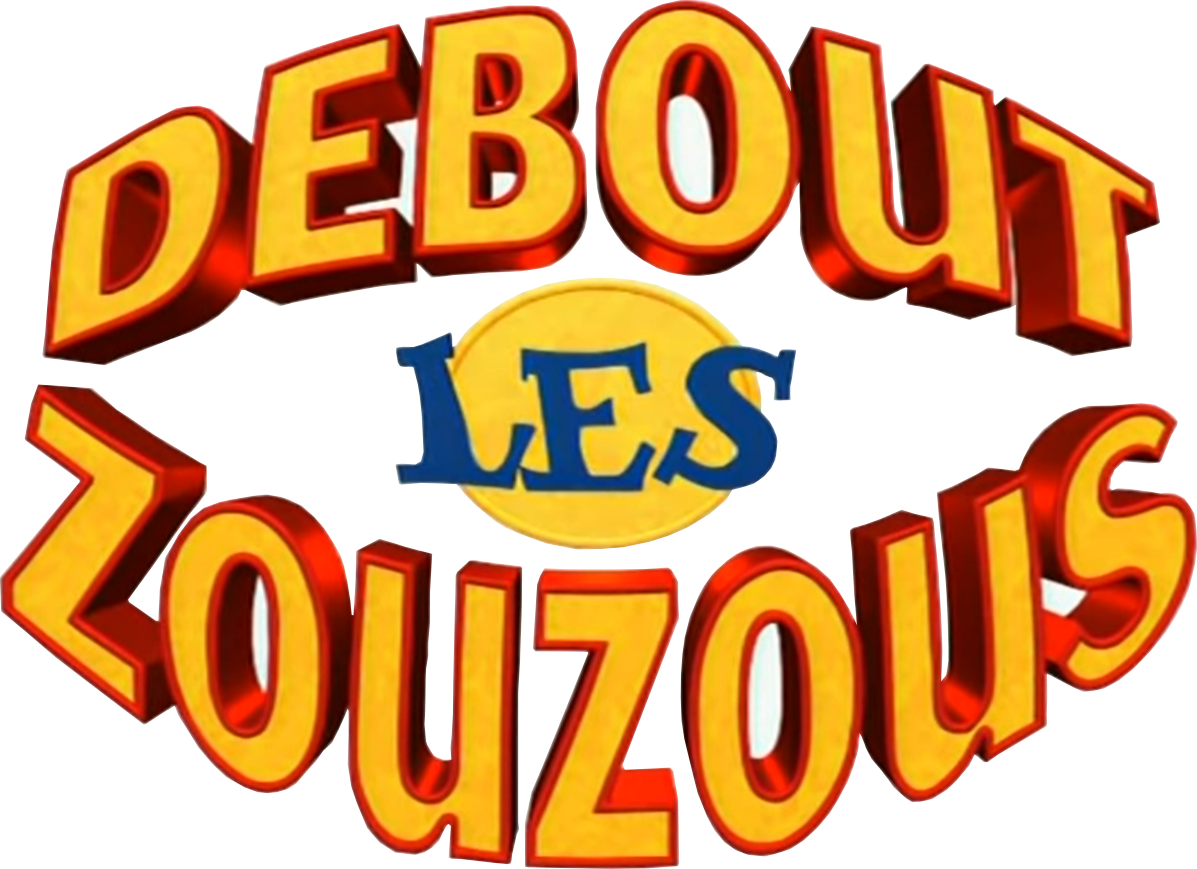
Logo de Debout les Zouzous.
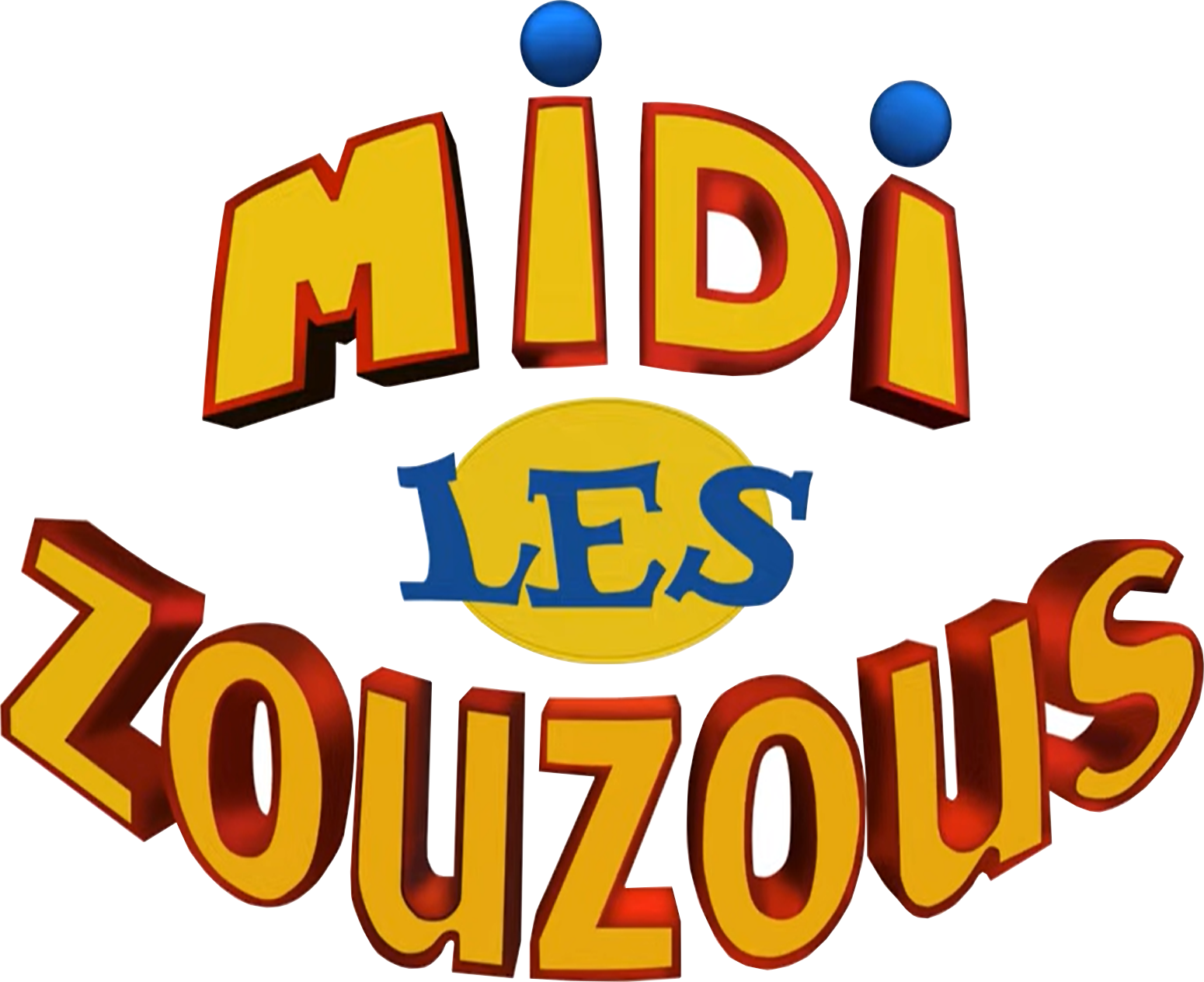
Logo de Midi les Zouzous.
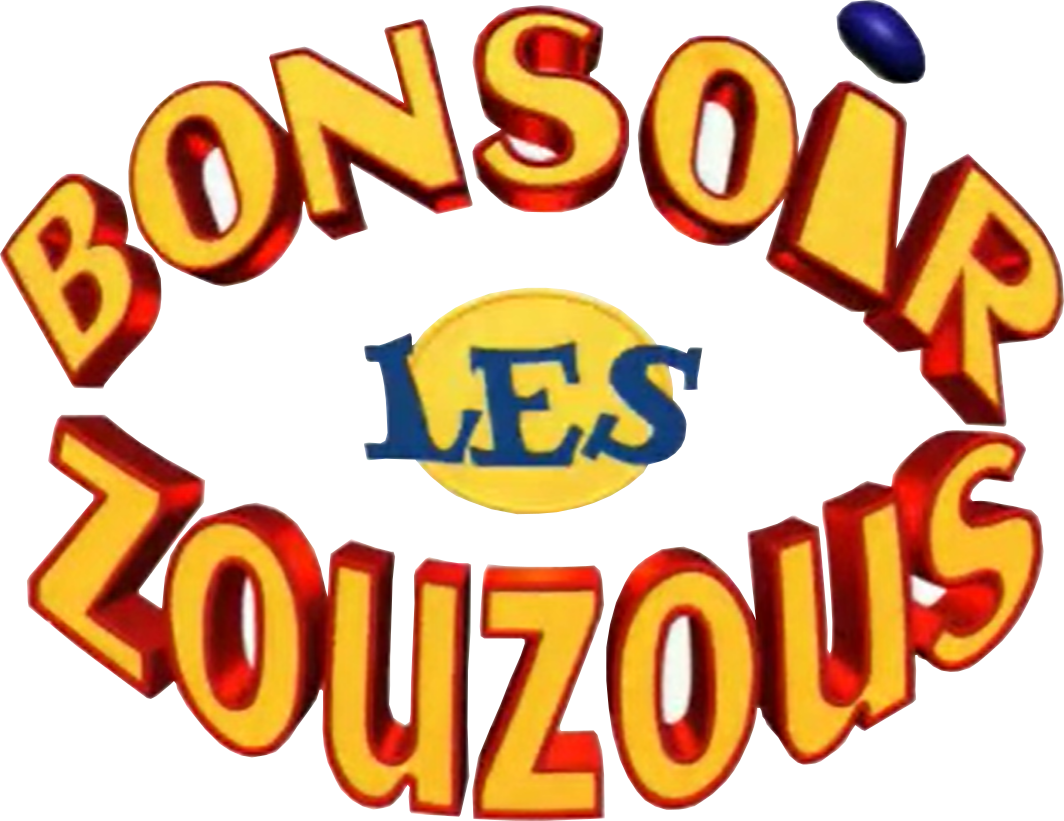
Logo de Bonsoir les Zouzous.
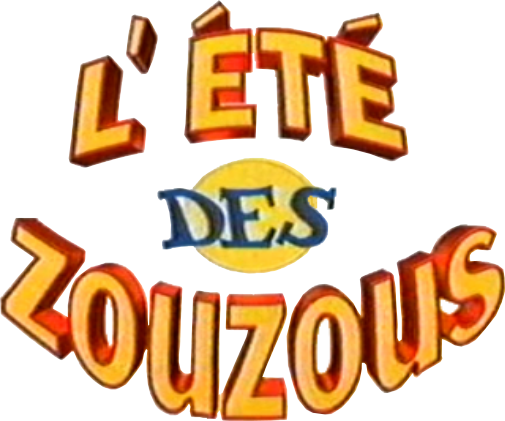
Logo de L'été des Zouzous.

#### Deuxième génération
Les logos présentés sont principalement mis à l'antenne pendant qu'un programme est diffusé dans Ludo Zouzous et Ludo. Ils sont présents en bas à droite de l'écran sur France 5. Jusqu'à janvier 2011, le logo en bas à droite des programmes Ludo Zouzous est celui de Ludo. Le logo alternatif Ludo Zouzous l'a remplacé après cette date.

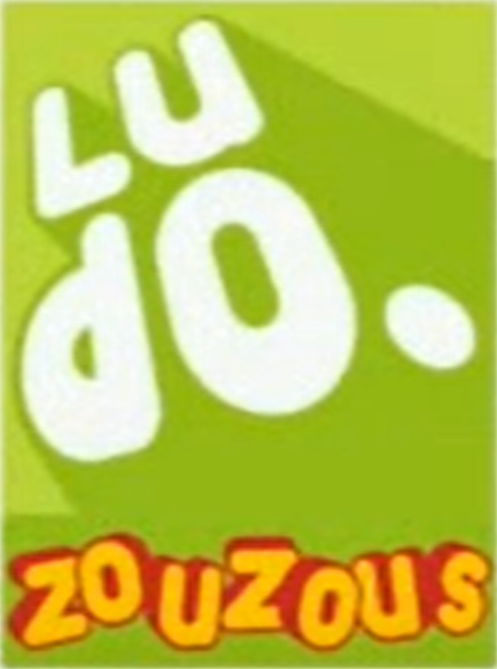
Logo de Ludo Zouzous du 19 décembre 2009 au 24 juin 2011.
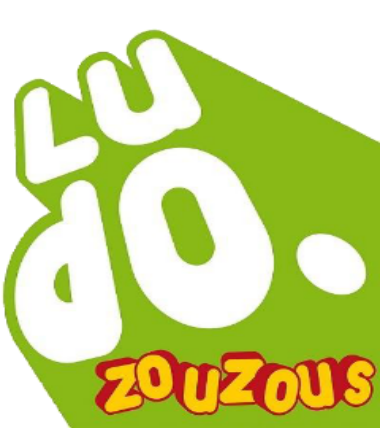
Logo alternatif de Ludo Zouzous.
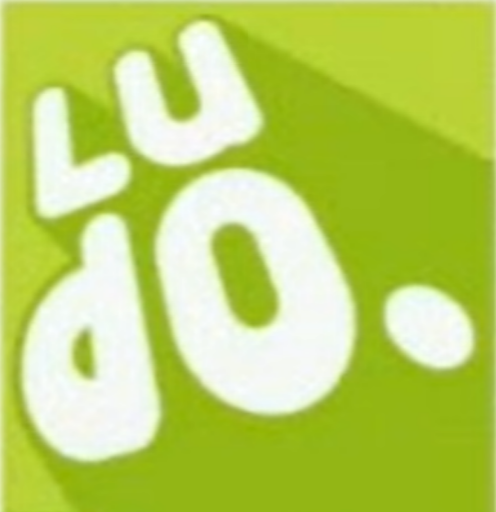
Logo de Ludo sur France 5 du 19 décembre 2009 au 2 janvier 2011.
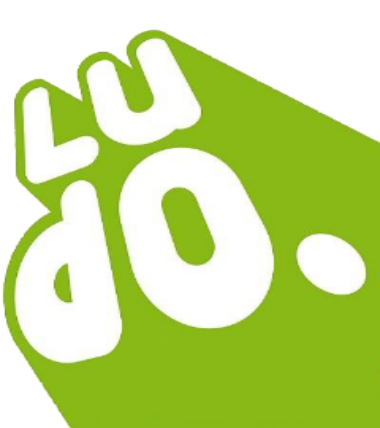
Logo alternatif de Ludo sur France 5.

#### Troisième et quatrième génération
Les logos présentés ci-dessous ont également été mis en place pendant qu'un programme est diffusé dans Zouzous. Ils sont présents en bas à gauche de l'écran sur France 5 et à côté du logo en haut à droite sur France 4 jusqu'à son changement d'identité visuelle où le logo Zouzous est au même endroit de l'écran que France 5. Du 15 octobre 2012 au 27 septembre 2013, lors de la tranche de midi de France 5, le logo est transparent.

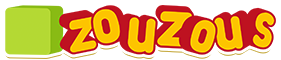
Logo de Ludo Zouzous puis de Zouzous à partir de mai 2011 jusqu'au 8 décembre 2019.
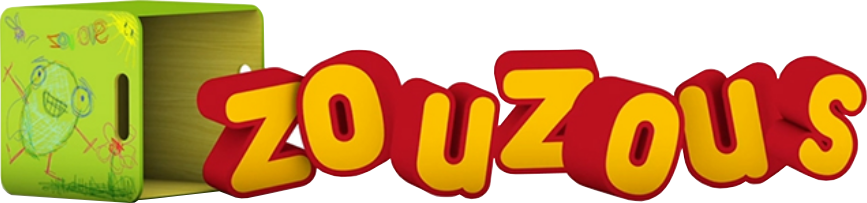
Logo de Zouzous utilisé entre chaque dessin animé du 25 juin 2011 au 8 décembre 2019.
Version alternative du logo de Zouzous utilisée courant 2018 jusqu'au 8 décembre 2019.
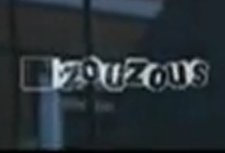
Version transparente du logo de Zouzous utilisée du 15 octobre 2012 au  27 septembre 2013.

### Slogans
Zouzous exploite plusieurs slogans, dont certains sont réalisés spécialement pour des évènements temporaires.

#### Slogans principaux
- « Les Zouzous, les copains des petits » (2005)
- « Les Zouzous, le meilleur de l'animation » (2006)
- « Découvre le monde » (à partir de 2012)

#### Slogans secondaires
- « Apprend à devenir grand en t'amusant ! » (à partir de 2012)
- « Apprend à devenir grand tout simplement ! » (à partir de 2012)

#### Slogans temporaires
- Pour la fête de la nature : « On est tous des amis de la nature ! » (2012)
- Pour la fête de la philo : « Je pense donc je grandis ! » (2013)
- Pour la fête du printemps : « Bienvenue au printemps ! » (2014)
- Pour la fête de l'été : « Bienvenue à l'été ! » (2012-2014)
- Pour la semaine du développement durable : « Bienvenue à la nature ! » (2012-2014)

### Habillage
Les Zouzous, Ludo Zouzous ou encore Zouzous ont bénéficié de plusieurs habillages.

#### Habillage sur France 5

##### Les Zouzous
Le générique de Debout les Zouzous est illustré par des images extraites de la série d'animation Rolie Polie Olie sur une musique et des paroles de Christophe Heral et interprétées par une voix masculine accompagnée de voix d'enfants. Même formule pour Midi les Zouzous et Bonsoir les Zouzous, mais en version instrumentale. Le générique de Debout les Zouzous est aussi beaucoup plus long par rapport aux autres. Les voix des comédiens (Jim Redler, Jessica Lecuq, Denis Boileau, Françoise Dasque, Michel Castelain et Valentine Crouzet) de la série Rolie Polie Olie sont enregistrées chez Audiophase sous la direction artistique de Claude Lombard.
Contrairement à Debout les Zouzous exploitant plusieurs jingles animant les lettres du logo, Midi les Zouzous et Bonsoir les Zouzous n'en utilisent qu'un.

##### Ludo Zouzous
L'habillage est différent de celui des autres Ludo. En plus de la mention « Zouzous » apparaissant en bas du logo Ludo, des bruitages de jouets sont présents. Concernant le générique, il reprend celui des autres chaînes mais avec des voix plus aiguës. Un deuxième générique est également utilisé mettant en scène quelques héros de Ludo Zouzous, comme Oui-Oui, Lulu Vroumette ou encore Grabouillon dans un univers avec des jouets cubiques.

##### Zouzous, habillage 1 (matin et midi)
Les comings-nexts (jingles « Tout de suite ») mettent en scène des nuages. Les jingles animent principalement soit les lettres du logo Zouzous, soit les personnages du programme. Deux jingles initialement prévus pour Ludo Zouzous sont également diffusés, avec un jingle sans le cube vert avec d'autres personnages. Les bandes annonces sont mises en scène avec un personnage en forme de train. Concernant monludo.fr, un jingle met en scène un personnage jouant avec un jouet. Les annonces de monludo.fr s'inspirent des bandes annonces, avec en plus un personnage en forme d'hélicoptère amenant un petit cube monludo.fr. Jusqu'à début 2012, un jingle faisant la promotion d'un programme de la case du midi est diffusé pendant la case du matin. À défaut de diffuser de la publicité, un jingle « Les Zouzous continuent sur France 5 » est parfois diffusé avec dessus le logo de la chaîne et le logo d'une marque sponsorisant l'émission
L'habillage du matin (2011-2014) est le même pour celui du midi jusqu'en octobre 2012 et est réalisé par MFP.
Comme tous les autres habillages du programme (excepté le dernier habillage du midi), on peut noter que le programme s'adresse aux enfants préscolaires de moins de 6 ans, avec la représentation de jouets, de couleurs, de peluches, etc.

##### Zouzous, habillage 2 (midi)
Le 15 octobre 2012, l'habillage de l'offre est entièrement remplacé par celle de France 5 pour la case du midi. Pour les comings-nexts (jingles « Tout de suite »), Mélanie Vaysse est remplacée par les voix-off de la chaîne, ne mentionnant plus la marque. Seul le logo Zouzous, désormais blanc transparent, permet de reconnaître le programme. Vers février 2013, après une disparition temporaire des comings-nexts, Mélanie Vaysse est redevenue la voix-off du programme. Les jingles du programme reprend les jingles pub France 5 avec la mention "Zouzous" à la place de "publicité" et mettant en scène des jouets avant l'apparition du logo.

##### Zouzous, habillage 2 (matin)
À partir du mois d'octobre 2014, l'habillage de Zouzous est revu principalement sur l'habillage des jingles « Tout de suite » et sur les bandes annonces. Les jingles « Tout de suite » ne mettent plus en scène des nuages mais plutôt les personnages de Zouzous. Pour marquer le changement d'apparence de l'habillage, deux nouvelles voix off, Mathilde Desgardin-Lamarre et Olivier Blond, présentent le programme.

##### Zouzous, habillage 3
En janvier 2019, le générique change, en incluant des personnages phares de la tranche différents selon la chaîne (Simon, Peppa Pig, Petit Ours Brun pour France 5 et Masha et Michka et Sam le pompier pour France 4) et s'amusant avec des bulles. La musique des jingles « Tout de suite » reprend celui du générique.

#### Habillage sur France 4
Sur France 4, Zouzous (et Ludo) ne possède pas son propre habillage car il s'adapte à celui de la chaîne, avec juste un petit générique de quelques secondes où il représente des héros des Zouzous pour faire la différence avec les autres programmes. Même chose pour Ludo. Dès le 29 janvier 2018, l'habillage de Zouzous de France 4 reprend celui de France 5 à la suite de son changement d'identité visuelle[source secondaire souhaitée].

### Voix off
Dès le 11 octobre 2014, sur France 5, Zouzous possède deux voix off : Mathilde Desgardin-Lamarre (comédienne voix off et doublage) pour la voix off féminine et Olivier Blond pour la voix off masculine, qui est aussi depuis 2004, la voix de l'habillage antenne de France 5.
Les voix off de Zouzous sur France 4 sont les mêmes sur l'ensemble des programmes de la chaîne. Une voix off masculine beaucoup plus présente est complétée parfois par celle de Célia Rosich comme voix off féminine.
Précédemment (jusqu'au 10 octobre 2014), la voix off de Zouzous sur France 5 est principalement celle de Mélanie Vaysse. Elle est initialement voix off dans Ludo Zouzous de 2009 à 2011 puis poursuit le commentaire dans Zouzous de 2011 à 2014. Diane Dassigny, (comédienne, musicienne et chanteuse française) est la voix off de remplacement de 2011 à 2014. Elle incarne pendant quelques années, la voix off dans Ludo sur France 3, France 4 et France 5.

## Audience
En 2006, Debout les Zouzous réalise 13 % de part d'audience en semaine sur les 4-10 ans, 20 % le samedi et 10 % le dimanche. Midi les Zouzous connaît un très grand succès avec 39 % de part d'audience sur les mêmes tranches d'âge. En mars 2009, Midi les Zouzous réalise encore une très belle audience hebdomadaire avec 506 000 téléspectateurs soit 4,3 % de part d'audience[réf. nécessaire].
En avril 2009, Debout les Zouzous réalise un record d'audience depuis la rentrée de septembre 2008 avec 20,7 % de part d'audience sur les 4-10 ans[réf. nécessaire]. Zouzous réalise un record d'audience le samedi 10 mars 2012. L'émission réalisé 20 % de part d'audience (PDA) en diffusant le long-métrage Le Petit Dinosaure : Mo, l'ami du grand large pour les 4-10 ans le mercredi 1er août 2012.
Le 31 mars 2014, France 4 devient une chaîne en partie « jeunesse » mais la chaîne réalise de très mauvais résultats d'audience, Zouzous réunissant seulement 13 000 téléspectateurs (0,2 % de PDA)[réf. nécessaire]. Le 6 septembre 2014 (samedi), Zouzous réalise un succès d'audience avec 6,1 % de PDA sur les 4 ans et plus et 13,1 % de PDA sur les 4-14 ans soit 240 000 téléspectateurs devant leur télé ce jour-là, des chiffres au-dessus de la moyenne de Zouzous le samedi matin.
Le 11 septembre 2014, selon un communiqué de presse de France 5, France Télévision est « leader » pendant l'été 2014 avec son offre jeunesse avec 35 % de part d'audience (PDA) sur les 4-14 ans dans la matinée à la télévision et 5,1 millions de vidéos vues sur les autres écrans (tablettes, smartphone...).
Le 22 septembre 2014, selon la même source France Télévisions, Zouzous est encore « leader » pour l'offre jeunesse en matinée à la rentrée 2014 soit 27 % de part d'audience (PDA) sur les 4-14 ans et 10 % de PDA sur les 4 ans et plus. France Télévisions marqué une légère avance à la rentrée 2014 et progresse de 2 points.

## Activités sur internet

### Le site internet
Le mini-site internet des Zouzous est mis en ligne en 2004 sur le site internet de France 5, il comprend lui-même des mini-sites de séries phares Zouzous, comme Woofy, Les Monsieur Madame, Horseland : Bienvenue au ranch ! etc. Ces mini-sites de séries Zouzous sont réalisés et mis en ligne spécialement pour le site.
Le site comprend des rubriques spéciales : le site met en ligne quelques rubriques à certaines occasions, la première fois lors de la sortie du film d'animation Mia et le Migou en 2008, dont France 5 est partenaire.
À l'arrivée de Ludo (à l'époque « Nouvelle offre jeunesse de France Télévisions ») en 2009, le site est supprimé pour laisser place au portail jeunesse monludo.fr.

#### monludo.fr
Jusqu'au 14 février 2013, le site internet officiel de Zouzous est monludo.fr, à l'époque « portail jeunesse de France Télévisions ».
 Zouzous partage ce site avec l'émission Ludo.
Ce site comprend deux web TV : Ludo Web TV pour Ludo et Zouzous Web TV pour Zouzous (anciennement nommée Ludo Zouzous Web TV), des mini-sites de héros Ludo et Zouzous pour jouer avec eux réalisés spécialement pour monludo.fr, des jeux, des activités et des replay. Monludo.fr est pendant un moment site officiel de Zouzous. Mais le 15 février 2013 à 11 h, Zouzous abandonne monludo.fr et met en ligne son propre mini-site officiel disponible sur france5.frCela ne signifie pas la disparition immédiate de monludo.fr. Il devient alors site officiel de Ludo et ne contient plus rien sur les Zouzous sauf La Galerie des Zouzous, en ligne jusqu'à la suppression du site monludo.fr.

##### La Galerie des Zouzous
La Galerie des Zouzous est une galerie d'images disponible sur le site internet monludo.fr jusqu'à sa suppression. Constituée de dessins de héros Zouzous, de dinosaures et de jardins réalisés par les téléspectateurs, elle se consacre aux évènements du programme comme notamment, la fête de la nature et la fête des dinosaures.

#### zouzous.fr
Du 15 février 2013 au 8 décembre 2019, Zouzous possède son propre mini-site officiel sur france5.fr. Le site est divisé en deux parties : « le coin des parents » en page d'accueil et « le coin des enfants » (voir ci-dessous) en deuxième partie.

##### LaZouzous TV

###### Historique
La web TV est ensuite renommée en Ludo Zouzous Web TV et est disponible sur le site monludo.fr. Elle diffuse du lundi au dimanche de 7 h à 21 h les dessins animés de Ludo Zouzous sur France 5 comme Amis City, Le Dino Train, Grabouillon, Lulu Vroumette, etc. Elle est créée pour donner accès aux enfants, aux dessins animés de Ludo Zouzous en plus de la programmation sur France 5, tous les jours en continu sur monludo.fr. Elle est supprimée lors de l'éclatement de l'offre jeunesse de France Télévisions en juin 2011 pour devenir Zouzous Web TV.
Mais dès 2013, Zouzous possède son propre mini-site officiel (zouzous.fr) donc la web TV change de site mais ne devient pas Zouzous TV tout de suite, elle est nommée Zouzous TV à partir du 26 février 2013 sur zouzous.fr désormais
.

###### Principe de la web TV
La Zouzous TV (Zouzous Web TV jusqu'au 26 février 2013) est une web TV disponible sur le site zouzous.fr, qui diffuse du lundi au dimanche de 7 h à 22 h (jusqu'à 23 h pendant les vacances de Noël) certains dessins animés Zouzous. Elle est créée principalement pour la rediffusion des dessins animés Zouzous, en plus de la programmation sur France 5 et France 4, en continu sur zouzous.fr. La Zouzous TV est disponible dans l'application Zouzous.

### Chaîne YouTube
À partir du 16 février 2015, Zouzous et Ludo ont édités leur propre chaîne YouTube,. Elle comprend des vidéos ou extraits de programmes Zouzous déjà diffusés à l'antenne ainsi que des vidéos inédites de programmes ou inédits comme : Wattoo Wattoo, Petites Mains, Les Devinettes de Reinette ou Dokéo TV.

## Produits dérivés

### Application pour smartphones et tablettes
L'application Zouzous est créée et mise sur Apple dans l'App Store en 2012, en février 2012 puis plus tard[Quand ?] sur Android ; elle est disponible sur smartphones, tablettes et avec internet sur la télévision. Elle fait partie des applications de France Télévisions.
L'application compredn la Zouzous TV, les dessins animés Zouzous en replay depuis France 5 ou France 4 pendant une semaine, un minuteur pour que les parents puissent limiter le temps que passe leur enfant sur l'application et toujours du côté des parents, une petite rubrique est en place pour permettre de suivre les actualités de la marque Zouzous. Pour la télévision, cela comprend quelques petits jeux complémentaires comme le memory Zouzous ou « Le Chemin Magique ». Depuis lors, l'application Zouzous laisse sa place à Okoo.

#### Zouzous sur iTunes
Les Zouzous bénéficient aussi de leur propre sélection de dessins animés payants ou gratuits financés par la publicité, notamment sur iTunes.

### Magazine
Les Zouzous possèdent également leur magazine bimestriel appartenant au groupe Fleurus presse. Il est en vente chez les marchands de journaux à partir du 30 novembre 2005. Le magazine comprend principalement des histoires, des jeux, des activités, des coloriages et une surprise pour « apprendre à devenir grand » avec certains héros des Zouzous. Les magazines hors-série sont consacrés uniquement à un des héros Zouzous comme Didou, Oui-Oui, Ozie Boo !, etc.
Plus tard, en succession au magazine Les Zouzous, Ludo Zouzous puis Zouzous vont également posséder à leur tour, leur magazine trimestriel intitulé dernièrement Zouzous : Les P'tits Champions de la maternelle (titre à partir de 2014). Publié par Milan Presse (Bayard), avec des histoires, des jeux, des activités et une surprise pour « apprendre à devenir grand » avec certains Héros Zouzous. Les magazines hors-série sont consacrés uniquement à un des héros Zouzous comme Oui-Oui, Didou, Lulu Vroumette, etc.
Le magazine est remplacé par celui d'Okoo, en cohérence avec l'arrivée de sa nouvelle offre jeunesse de France Télévisions.

### DVD
- Les Zouzous ont aussi été décliné en un coffret qui contient 3 DVD où l'on peut y retrouver trois dessins animés Zouzous : Roary, la voiture de course, Tracteur Tom et Adibou : aventure dans le corps humain.
- Le magazine des Zouzous propse parfois en surprise, le DVD d'un dessin animé phare des Zouzous comme Hamtaro ou Monsieur Bonhomme.
- La Cinquième Vidéo propose des DVD et des collections de cassettes VHS de Debout les Zouzous avec notamment les dessins animés Rolie Polie Olie, Juju, Escargolympiques ou Kipper.
- Le magazine Parents offre quelquefois en cadeau, un DVD Zouzous, composé de différents dessins animés comme Kiwi, Mily Miss Questions, Lulu Vroumette, etc.
- Autres DVD parus :
  - Joyeux Noël avec tes Héros Zouzous !
  - Retrouvez les Héros des Zouzous
  - DVD Spécial Noël (Zouzous / Ludo)
  - Tes Héros complices avec Zouzous
  - Tes Héros complices avec Zouzous : spécial Noël

### CD
Plusieurs CD sont également parus :
- Zouzous présente Petit Papa Noël, composé de 2 CD axés sur les plus belles chansons de Noël comme Petit Papa Noël ou Mon Beau Sapin, etc.
- Les Hits de Ludo, une compilation sortie en 2011, composée aussi de 2 CD. Le premier, pour écouter des génériques et des chansons de dessins animés comme Chloé Magique, Les Mystères d'Alfred, Skyland, Oggy et les Cafards, Atout 5, etc. Le deuxième contient des morceaux de Kesha, M. Pokora, Kylie Minogue, etc.

## Évènements divers

### La Parade des Zouzous
Les Zouzous créent leur propre parade sous le nom de La Parade des Zouzous, du 14 juillet au 17 août 2007,. La parade traverse vingt villes de France. Précédée et suivie de voitures sonorisées, elle se déroule pendant près de trois quarts d'heure en musique, s'arrêtant pour permettre aux héros des Zouzous d'aller au devant du public et de se livrer à un certain nombre d'animations interactives et de signer des autographes. Chaque parade s'achève par une séance photo où les enfants peuvent poser aux côtés de leurs héros. Les photos sont ensuite publiées sur le site internet de France 5.

### Les Zouzous font leur cinéma
Du 21 novembre 2018 au 6 janvier 2019, les Zouzous ont envahi les salles de cinéma durant la période de Noël avec une programmation inédite des Pyjamasques, Peppa Pig et Simon, programmes adaptés particulièrement aux tout-petits en termes de durée et de contenus.